# Женская сборная Монако по волейболу
Женская национальная сборная Монако по волейболу (фр. Équipe de Monaco de volley-ball féminin) — представляет Монако на международных соревнованиях по волейболу. Управляющей организацией выступает Федерация волейбола Монако (фр. Fédération Monégasque de Volley-Ball).

## История
Федерация волейбола Монако основана в 1987 году. С 1988 — член ФИВБ и ЕКВ.
В мае 1993 года женская волейбольная сборная Монако дебютировала на международной арене, приняв участие в Играх малых государств Европы, проходивших на Мальте. На групповом этапе турнира монакские волейболистки одержали одну победу (над сборной Мальты) и потерпели два поражения от команд Кипра и Исландии, выбыв из борьбы за медали Игр. В дальнейшем на протяжении более 30 лет сборная Монако в официальных международных соревнованиях не участвовала. 
Второе появление на официальной международной арене сборной Монако произошло в мае 2025 года на XX Играх малых государств Европы, проходивших в Андорре. В волейбольном турнире Игр монакские спортсменки уступили командам Люксембурга и Кипра и победили сборные Сан-Марино и Андорры и с двумя победами в четырёх проведённых матчах стали бронзовыми призёрами соревнований.   
Монако — одна из трёх стран-членов Европейской конфедерации волейбола, где национальное первенство не проводится (кроме неё ещё Андорра и Лихтенштейн), а сильнейшая команда страны («Монако») играет в чемпионате Франции (в сезоне 2024-2025 в третьем по значимости дивизионе — национальном дивизионе 2).

## Результаты выступлений

### Игры малых государств Европы
Сборная Монако участвовала только в двух Играх малых государств Европы.
- 1993 — 5—6-е место
- 2025 —  3-е место

- 2025: Кассия Шублер, Лиана Энца, Селия да Моура, Сирин Ужани, Тете Дембеле, Джорджия Сарторелли, Александра Эрхарт, Оттавия Хьеуль, Лиза-Май Портанери, Анэс Пулен, Виржини Проаска, Сана Буяхья. Тренер — Эва Хамзауи-Битон.

## Состав
Сборная Монако на Играх малых государств Европы 2025
| №  | Имя, фамилия        | Год рождения | Рост | Амплуа      | Клуб     |
| -- | ------------------- | ------------ | ---- | ----------- | -------- |
| 3  | Кассия Шублер       | 2005         | 172  | нападающая  | «Монако» |
| 4  | Лиана Энца          | 2007         |      | нападающая  |          |
| 5  | Селия да Моура      | 1989         | 180  | центральная | «Монако» |
| 9  | Сирин Ужани         | 2000         | 179  | центральная | «Монако» |
| 10 | Тете Дембеле        | 1989         | 178  | центральная | «Монако» |
| 11 | Джорджия Сарторелли | 1994         | 178  | центральная | «Монако» |
| 12 | Александра Эрхарт   | 1994         | 180  | связующая   | «Монако» |
| 13 | Оттавия Хьеуль      | 1999         | 173  | либеро      | «Монако» |
| 14 | Лиза-Май Портанери  | 1993         | 174  | нападающая  | «Монако» |
| 15 | Анес Пулен          | 2000         | 178  | нападающая  | «Монако» |
| 17 | Виржини Проаска     | 1976         |      | связующая   |          |
| 19 | Сана Буяхья         | 1992         | 174  | нападающая  | «Монако» |

- Главный тренер —  Эва Хамзауи-Битон.